# Lijst van voetbalinterlands Burkina Faso - Senegal
Deze lijst van voetbalinterlands is een overzicht van alle officiële voetbalwedstrijden tussen de nationale teams van Burkina Faso (dat tot 1984 Opper-Volta heette) en Senegal. De Afrikaanse landen speelden tot op heden zestien keer tegen elkaar. De eerste ontmoeting was een vriendschappelijke wedstrijd in Ouagadougou op 16 oktober 1979. Het laatste duel, een kwalificatiewedstrijd voor de Afrika Cup 2025, vond plaats op 14 november 2024 in Bamako (Mali).

## Wedstrijden
| №  | Plaats         | Datum            | Competitie                   | Wedstrijd              | Uitslag |
| -- | -------------- | ---------------- | ---------------------------- | ---------------------- | ------- |
| 1  | Ouagadougou    | 16 oktober 1979  | Vriendschappelijk            | Opper-Volta – Senegal  | 0 – 3   |
| 2  | Bobo-Dioulasso | 24 januari 1982  | Vriendschappelijk            | Opper-Volta – Senegal  | 0 – 0   |
| 3  | Monrovia       | 22 december 1987 | Vriendschappelijk            | Senegal – Burkina Faso | 1 – 0   |
| 4  | Dakar          | 23 januari 1999  | Afrika Cup 2000 kwalificatie | Senegal − Burkina Faso | 1 − 1   |
| 5  | Ouagadougou    | 6 juni 1999      | Afrika Cup 2000 kwalificatie | Burkina Faso − Senegal | 2 − 2   |
| 6  | Kano           | 25 januari 2000  | Afrika Cup 2000              | Burkina Faso − Senegal | 1 − 3   |
| 7  | Dakar          | 26 december 2001 | Vriendschappelijk            | Senegal − Burkina Faso | 2 − 4   |
| 8  | Radès          | 26 januari 2004  | Afrika Cup 2004              | Senegal − Burkina Faso | 0 − 0   |
| 9  | Ouagadougou    | 7 oktober 2006   | Afrika Cup 2008 kwalificatie | Burkina Faso − Senegal | 1 − 0   |
| 10 | Dakar          | 8 september 2007 | Afrika Cup 2008 kwalificatie | Senegal − Burkina Faso | 5 − 1   |
| 11 | Ouagadougou    | 21 mei 2014      | Vriendschappelijk            | Burkina Faso − Senegal | 1 − 1   |
| 12 | Dakar          | 2 september 2017 | WK 2018 kwalificatie         | Senegal − Burkina Faso | 0 − 0   |
| 13 | Ouagadougou    | 5 september 2017 | WK 2018 kwalificatie         | Burkina Faso − Senegal | 2 − 2   |
| 14 | Yaoundé        | 2 februari 2022  | Afrika Cup 2021              | Burkina Faso − Senegal | 1 − 3   |
| 15 | Diamniadio     | 6 september 2024 | Afrika Cup 2025 kwalificatie | Senegal − Burkina Faso | 1 − 1   |
| 16 | Bamako         | 14 november 2024 | Afrika Cup 2025 kwalificatie | Burkina Faso − Senegal | 0 − 1   |

## Samenvatting
| Competitie              | Totaal gespeeld | Winst Burkina Faso | Gelijk | Winst Senegal | Doelsaldo Burkina Faso – Senegal |
| ----------------------- | --------------- | ------------------ | ------ | ------------- | -------------------------------- |
| WK-kwalificatie         | 2               | 0                  | 2      | 0             | 2 − 2                            |
| Afrika Cup              | 3               | 0                  | 1      | 2             | 2 − 6                            |
| Afrika Cup-kwalificatie | 6               | 1                  | 3      | 2             | 6 − 10                           |
| Vriendschappelijk       | 5               | 1                  | 2      | 2             | 5 − 7                            |
| Totaal                  | 16              | 2                  | 8      | 6             | 15 − 25                          |

Wedstrijden bepaald door strafschoppen worden, in lijn met de FIFA, als een gelijkspel gerekend.